# Almadroc
L'almadroc és un tipus de salsa d'origen medieval. Els ingredients bàsics són el formatge i l'all. N'apareixen referències al Llibre de Sent Soví, al Llibre del Coch i en altres documents medievals.